# Daniela Schick
Daniela Schick (* 1975 in Mainz) ist eine deutsche Fernsehmoderatorin und -journalistin. Seit 2003 präsentiert sie die Landesnachrichten SWR Aktuell Rheinland-Pfalz (früher Landesschau aktuell) im SWR Fernsehen, bis 2009 war sie außerdem als Sportmoderatorin in den Sendungen Flutlicht und Sport am Montag tätig.

## Leben und Wirken
Daniela Schick besuchte die Maria Ward-Schule Mainz. Neben dem Studium der Geschichte, Germanistik und Medienwissenschaften an der Universität Mannheim hat sie bei Zeitungen, beim Radio und Fernsehen journalistische Erfahrung gesammelt. Danach absolvierte sie ein trimediales Volontariat beim Südwestrundfunk. Seitdem ist sie dort in der Nachrichtenredaktion tätig.